# إيما تومسن (رسامة)
إيما تومسن (بالدنماركية: Emma Thomsen)‏ هي رسامة دنماركية، ولدت في 7 أغسطس 1822 في كوبنهاغن في الدنمارك، وتوفي بنفس المكان في 6 نوفمبر 1897.